# Calodia spinocava
Calodia spinocava är en insektsart som beskrevs av Nielson 1982. Calodia spinocava ingår i släktet Calodia och familjen dvärgstritar. Inga underarter finns listade i Catalogue of Life.